# Silvinella
Silvinella is een geslacht van rechtvleugeligen uit de familie krekels (Gryllidae). De wetenschappelijke naam van dit geslacht is voor het eerst geldig gepubliceerd in 1983 door Otte & Alexander.

## Soorten
Het geslacht Silvinella omvat de volgende soorten:
- Silvinella heteropus Walker, 1869
- Silvinella wirraninna Otte & Alexander, 1983